# Miracle à Cupertino
Pour l’article homonyme, voir Cupertino.
Pour plus de détails, voir Fiche technique et Distribution.
Miracle à Cupertino (The Reluctant Saint) est un film américain réalisé par Edward Dmytryk, sorti en 1962.

## Synopsis
Dans l’Italie du XVIIe siècle, Joseph de Cupertino est un jeune homme aussi simplet que maladroit, qui se voit offrir l'opportunité de rejoindre l'ordre franciscain des Frères mineurs capucins où il va pouvoir poursuivre le sacerdoce au cours duquel il accomplit un miracle, faisant de lui des années après sa mort un saint.

## Fiche technique
- Titre original : The Reluctant Saint
- Titre français : Miracle à Cupertino
- Réalisation : Edward Dmytryk
- Scénario : John Fante et Joseph Petracca
- Photographie : C.M. Pennington-Richards
- Musique : Nino Rota
- Pays d'origine : États-Unis
- Genre : biographie
- Date de sortie : 1962
- Affiches : Macario Gómez Quibus (Espagne), Georges Kerfyser (France)

## Distribution
- Maximilian Schell : Joseph de Cupertino
- Ricardo Montalban : Père Raspi
- Lea Padovani : la mère de Joseph
- Akim Tamiroff : l'archevêque Durso
- Harold Goldblatt : Père Giovanni
- Arnoldo Foà : Felixa, le père de Joseph
- Carlo Croccolo : le bossu
- Giulio Bosetti : Frère Orlando
- Elisa Cegani : une sœur
- Armand Mestral
- Giacomo Rossi Stuart
- Tonio Selwart
- Odoardo Spadaro
- Mino Doro
- Ed McCready
- Curt Lowens
- Mark Damon : Aldo (scènes coupées au montage)
- Luciana Paluzzi : Carlotta (scènes coupées au montage)